# 平角褲

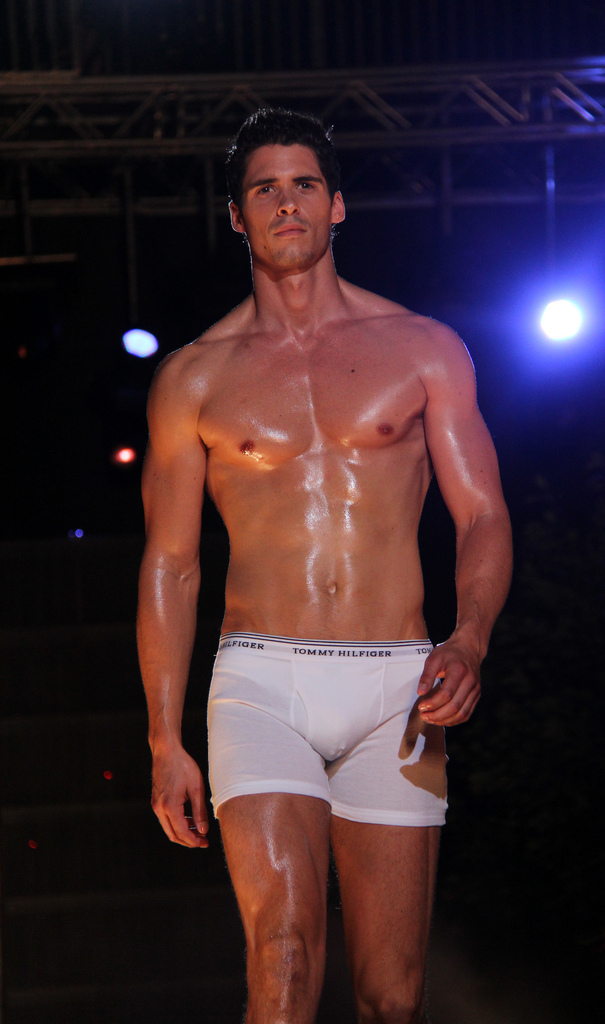
一位模特穿着平角内裤。

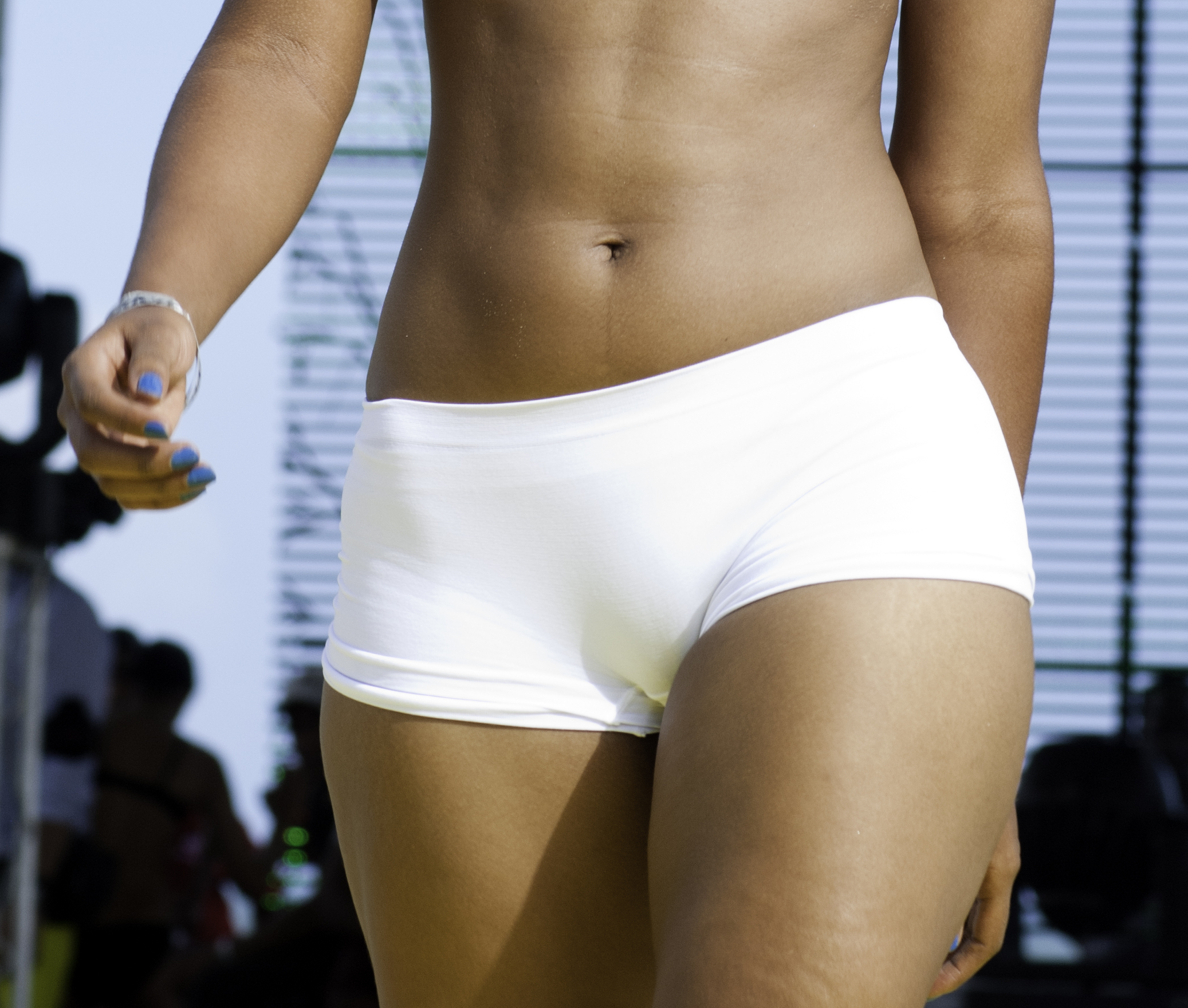
身著緊身平角內褲的女子（正面）

平角褲屬於內褲的一種，但是比四角褲要更短和更緊一點。一般來說，緊身平角內褲主要是配合沙灘褲使用，屬於沙灘上的休閒裝束。
平角褲也有女性款式，稱為Boyshorts。邓丽君在台湾摄影家黄则修所拍摄的照片中，穿着白色平角内裤。

## 历史
平角内裤曾被普遍认为是由设计师约翰·瓦尔瓦托斯于1990-1995年在Calvin Klein担任男装设计主管期间开创的。然而这种风格在更早的时候就已经出现，由乔治·阿玛尼设计，理查德·基尔在1980年的电影《美国舞男》中穿着。1992年，以马克·沃尔伯格为主角的一系列平面广告而闻名，他们被称为“本世纪最伟大的服装革命之一”。在谈到他们的创作时，瓦尔瓦托斯在2010年说：“我们刚刚剪掉了一双长裤，然后想，这可能很酷……”